# セバスティアン・ケール
セバスティアン・ヴァルター・ケール（Sebastian Walter Kehl, 1980年2月13日 - ）は、西ドイツ・ヘッセン州フルダ出身の元サッカー選手。ポジションはディフェンダー、ミッドフィールダー。元ドイツ代表。

## クラブ経歴
ルディ・フェラー元ドイツ代表監督が「ダイヤモンドの原石」と評した選手。基本ポジションはボランチで、センターバックや代表では時にミヒャエル・バラックの代わりにトップ下に入ることもあった。
1980年、ヘッセン州のフルダに生まれ、16歳のときに当時2部に所属していたハノーファー96に加入。1998年8月10日のアルミニア・ビーレフェルト戦でトップチームでデビューした。在籍期間中に32試合に出場するとSCフライブルクの当時の指揮官であるフォルカー・フィンケがこの活躍に目を付け、フライブルクに移籍した。移籍初年度であり1部初挑戦にもなった2000-01シーズンは主にリベロのポジションで起用され
25試合に出場。チームは6位でシーズンを終えUEFAカップ出場権を獲得し、大きな驚きを与えた。
翌2001-02シーズンも好調なパフォーマンスを続けるとシーズン途中にボルシア・ドルトムントへ移籍。フライブルクは移籍前は13位に位置していたものの、彼の放出以後は3勝しか挙げることが出来ず2部に降格した。移籍後はほとんどの試合に出場し、UEFAカップ決勝こそフェイエノールトに敗れたものの、リーグにおいては自身初となるブンデスリーガ優勝を経験した。
なお、この移籍は彼のキャリアにとっては成功と言えるが、実は2001年夏にバイエルン・ミュンヘンとの契約が基本合意に至っていた背景もあり移籍そのものは物議を醸した。
2002-03シーズンはリーグ戦で24戦に出場し、チャンピオンズリーグの二次グループリーグ進出にも全試合に出場し貢献した。しかしチームは国内と欧州カップの両立に苦しみ、バイエルンに勝ち点差17をつけられ3位でシーズンを終えた。
翌年もチームの調子は上向かず6位でシーズンを終え、チャンピオンズリーグ出場権を逃した。
2004-05シーズン、現在に渡り務めている守備的ミッドフィールダーのポジションを獲得。ドルトムントは財政難に陥り中位に沈んだが、自身は2005-06シーズンにかけて60試合以上に先発し、自国開催となるFIFAワールドカップのメンバーに選出された。
そのように順調なキャリアを刻んでいたケールであったが、ワールドカップ明けの2006-07シーズン序盤のバイエルン戦でハサン・サリハミジッチと接触し左ひざを負傷。6試合の出場にとどまり、チームも9位に終わった。
この負傷の影響はその後も続き、翌年も14試合の出場に終わるなど調子を取り戻せずにいた。そんな中2008年に新たに監督に就任したユルゲン・クロップは、ケールをキャプテンに任命する。しかし久々にリーグを制覇した2010-11シーズンでは22歳の新鋭スヴェン・ベンダーとトルコ代表ヌリ・シャヒンの2人がセントラルミッドフィールダーのポジションで大きな活躍を見せ、ケールは6試合の出場(うち先発出場3試合)に終わる。
迎えた2011-12シーズン、シャヒンがレアル・マドリードに移籍したことで再びポジションが空き、ケールは27試合に出場し、チームの2連覇を支えた。
2014年3月23日、2014-15シーズン終了後に現役を引退することを表明した。
現役引退後は、UEFAの監督養成講座を受講してA級ライセンスを取得、以後は国内の第2ドイツテレビ（ZDF）のサッカー解説者として活躍していた。2018年4月にドルトムントのチームマネージャーに就任、3年ぶりの古巣復帰となった。

## 代表経歴
2001年のスロバキア戦で代表デビューし、準優勝した2002 FIFAワールドカップや3位入賞した2006 FIFAワールドカップにも出場している。

## 代表歴

### 出場大会
- ドイツ代表
  - 2002 FIFAワールドカップ
  - 2006 FIFAワールドカップ

### 試合数
- 国際Aマッチ 31試合 2得点（2001年-2006年）[4]

| ドイツ代表 | 国際Aマッチ | 国際Aマッチ |
| 年         | 出場        | 得点        |
| ---------- | ----------- | ----------- |
| 2001       | 3           | 1           |
| 2002       | 11          | 0           |
| 2003       | 7           | 1           |
| 2004       | 3           | 0           |
| 2005       | 0           | 0           |
| 2006       | 7           | 0           |
| 通算       | 31          | 2           |

## タイトル
ボルシア・ドルトムント
- ブンデスリーガ 2001-02, 2010-11, 2011-12
- DFBポカール 2011-12
- DFLスーパーカップ 2013, 2014